# Deutsches Gewässerkundliches Jahrbuch
Das Deutsche Gewässerkundliche Jahrbuch (DGJ) ist eine in mehreren Teilbänden periodisch erscheinende Datensammlung zur Gewässerkunde Deutschlands.

## Entwicklung

### Erste regionale gewässerkundliche Jahrbücher im 19. Jahrhundert
Bereits 1851 erschien in Hessen ein regionales gewässerkundliches Jahrbuch. Weitere folgten für Baden 1883, Württemberg 1884 und Bayern 1899.

### Jahrbuch für die Gewässerkunde Norddeutschlands
Mit Gründung der Preußischen Landesanstalt für Gewässerkunde wurden erstmals für alle großen Ströme Norddeutschlands nach einheitlichem Muster Jahrbücher mit gewässerkundlichen Daten herausgegeben. Im Jahr 1904 erschien in Berlin beim Verlag Mittler & Sohn das Jahrbuch für die Gewässerkunde Norddeutschlands für das Abflussjahr 1901.
Es bestand aus sechs Heften für die Einzugsgebiete:
- Heft I: Memel-, Pregel- und Weichselgebiet
- Heft II: Oder-Gebiet
- Heft III: Elbe-Gebiet
- Heft IV: Weser- und Emsgebiet
- Heft V: Rheingebiet
- Heft VI: Küstengebiet der Ost- und Nordsee

Unter dieser Bezeichnung erschienen 36 Jahrgänge.

### Jahrbuch der Gewässerkunde des Deutschen Reiches
Die Daten der Jahre 1937 bis 1940 wurden unter dem Titel „Jahrbuch der Gewässerkunde des Deutschen Reiches“ veröffentlicht. Eingeteilt war dieses Werk in sieben „Stromgebiete“ und einen „Allgemeinen Teil“.

### Deutsches Gewässerkundliches Jahrbuch
Ab dem Abflussjahr 1941 bis 1955 wurden die Daten der deutschen Gewässer in 11 Teilbänden sowie einem regionalen Ergänzungsheft unter der Bezeichnung „Deutsches Gewässerkundliches Jahrbuch“ herausgegeben. Die Daten der Pegel im Gebiet der DDR waren vom Meteorologischen und Hydrologischen Dienst der Deutschen Demokratischen Republik in einem gesonderten Jahresband zusammengefasst.
Die Berichtszeiträume 1956 bis 1958 finden sich in leicht geänderter Einteilung gegenüber den 15 Jahren davor.
Ab 1959 ging die DDR endgültig eigene Wege, so dass nunmehr zwei deutsche Jahrbücher erschienen, nämlich das Gewässerkundliche Jahrbuch der DDR (als Regionaljahrbuch) und das Deutsche Gewässerkundliche Jahrbuch (DGJ) mit einem Allgemeinen Teil, sechs Stromgebiets-Teilbänden und regionalen Ergänzungsheften.
1967 bis 1989 erschien das DGJ in sieben Stromgebiets-Teilbänden. Seit dieser Zeit produziert jedes Land und der Bund die DGJ-Seiten für die Daten seiner Zuständigkeit selbst und liefert sie dem jeweiligen Herausgeber druckfertig zu.
Ab dem Jahresband 1990 erscheint das DGJ jährlich in zehn Teilbänden:
- Donaugebiet - Hrsg.: Bayern. ISSN 0340-5176
- Rheingebiet, Teil I, Hoch- und Oberrhein - Hrsg.: Baden-Württemberg. ISSN 0170-995X
- Rheingebiet, Teil II, Main - Hrsg.: Bayern. ISSN 0173-7260
- Rheingebiet, Teil III, Mittel- und Niederrhein mit deutschem Issel- und Maasgebiet - Hrsg.: Nordrhein-Westfalen. ISSN 0170-9976
- Weser- und Emsgebiet - Hrsg.: Niedersachsen. ISSN 0417-3430
- Elbegebiet, Teil I, von der Grenze zur CR bis zur Havelmündung - Hrsg.: Sachsen-Anhalt. ISSN 0948-9126
- Elbegebiet, Teil II, Havel mit deutschem Odergebiet - Hrsg.: Brandenburg. ISSN 0949-5509
- Elbegebiet, Teil III, Untere Elbe ab der Havelmündung - Hrsg.: Hamburg. ISSN 0949-3654
- Küstengebiet der Nordsee - Hrsg.: Schleswig-Holstein. ISSN 0340-5184
- Küstengebiet der Ostsee - Hrsg.: Mecklenburg-Vorpommern. ISSN 1434-2448

Das DGJ enthält sowohl Tageswerte als auch statistische Auswertungen der Messstellen, d. h. Hauptwerte, Dauertabellen und Extremwerte. Die Veröffentlichung erfolgt hauptsächlich in Tabellenform, für einzelne Stationen auch in grafischer Aufbereitung. Im Tabellenteil sind dabei die Wasserstände (W), Abflüsse (Q), Wassertemperaturen (TW) und Schwebstoffdaten (S) veröffentlicht.